# 今井鐳蔵
今井 鐳蔵（いまい らいぞう、1928年 - 2009年9月18日）は日本の農学博士、農学者。またマクロ経済学にも精通。晩年は地域市場に密着した研究で知られる。

## 経歴
- 1928年 - 岐阜県生まれ。
- 1953年 - 北海道大学農学部卒業。農学博士。
- (年代不明) - 鳥取大学農学部教授。
- 1993年 - 鳥取大学農学部を定年退官。鳥取大学名誉教授。徳島文理大学家政学部教授。徳島文理大学大学院教授。地域・市場調査分野担当。
- 2005年3月31日 - 徳島文理大学退官。
- 2009年9月18日 - 神奈川県横浜市にて肺炎のため逝去。

## 著書

### 論文
- 今井鐳蔵「江戸時代中期に於ける鉄山経営と鉄山師の性格」『法經會論叢』第14巻、北海道大學法經會、1955年10月、155-171頁。
- 『請負耕作における作業料金の経済性 : 損益分岐点分析による考察』鳥取大学農学部研究報告32 1980年
- 『A Test of Statistical Hypothesis of the Combined Estimators on Simultaneous Equation Systems』鳥取大學農學部紀要18 1983年
- 『地方市場における青果物の価格形成及びその変動の実態 : 青果物流通における市場間出荷調整シミユレーシヨン・モデルの開発』1983年- 鳥取大学（国立国会図書館蔵）
- 『Estimation of Flexibility Coefficients for Recursive Programming』鳥取大學農學部紀要24 1985年
- 『青果物流通の短期的な出荷調整モデルの開発』1987-1988年 鳥取大学（国立国会図書館蔵）
- 笠原浩三, 今井鐳蔵「回帰係数の安定性に関する統計的仮説検定について」『鳥取大学農学部研究報告』第40号、鳥取大学農学部、1987年11月、131-137頁、ISSN 03720349、NAID 110000289706。
- 『Forecast Model Building of Vegetable Wholesale Prices』鳥取大學農學部紀要24 1988年
- 『日別データによる青果物卸売価格の時系列解析』鳥取大学農学部研究報告41 1988年
- 『農業後継者育成資金に関する借り受け需要分析』鳥取大学農学部研究報告42 1989年
- 笠原浩三, 今井鐳蔵, 伊東正一, 金山紀久「農業協同組合の経営診断の現状と診断指標の総合化」『鳥取大学農学部研究報告』第43号、鳥取大学農学部、1990年11月、175-184頁、ISSN 03720349、NAID 110000289782。
- 韓寛淳, 今井鐳蔵, 笠原浩三「日韓両国における農業発展構造の比較分析」『鳥取大学農学部研究報告』第44号、鳥取大学農学部、1991年11月、55-67頁、ISSN 03720349、NAID 110000289801。
- 笠原浩三, 今井鐳蔵, 韓寛淳「経済成長要因に関する産業連関分析」『鳥取大学農学部研究報告』第44号、鳥取大学農学部、1991年11月、95-102頁、ISSN 03720349、NAID 110000289805。
- 笠原浩三, 今井鐳蔵「不偏分散の小標本特性に関する研究」『鳥取大学農学部研究報告』第45号、鳥取大学農学部、1992年11月、135-143頁、ISSN 03720349、NAID 110000289834。
- 『農業における市場競爭条件の整備と国際市場競爭力の強化策に関する研究』1992-1993年 鳥取大学（国立国会図書館蔵）
- 今井鐳蔵, 笠原浩三, 古塚秀夫「水田作複合経営の企業化における資本及び労働投入の制約性」『鳥取大学農学部研究報告』第46巻、鳥取大学農学部、1993年11月、65-76頁、ISSN 03720349、NAID 110000289848。
- 笠原浩三, 今井鐳蔵「水稲の平年収量関数の推計について」、鳥取大学農学部、1993年、ISSN 0372-0349。
- 『コブ＝ダグラス需要関数における弾力性の趨勢効果について』鳥取大学農学部研究報告47 1994年
- 笠原浩三, 仙北谷康, 今井鐳蔵「最大値設定による修正指数曲線の推計」『鳥取大学農学部研究報告』第48号、鳥取大学農学部、1995年、87-95頁。
- 『「地域・市場調査」の指導方法に関する研究 』 徳島文理大学研究紀要51 1996年3月
- 『マレーシアにおける青果物流通の特質と段階別地域価格差について』農業経営研究 1998年9月
- 『中国の青果物消費地市場における取引方式の変化とその規定要因』日本農業経済学会論文集 1999年
- 『公的介護保険制度の導入と生活者の意識に関する研究--徳島県の事例を中心に』 徳島文理大学研究紀要 2000年3月

### 著書
- 『現代農業経営経済新説』（共著）養賢堂 1972年
- 『農林・畜産・養殖業の複式簿記』（共著）農業図書 1973年（鳥取大学蔵）
- 『大栄町農協二十年史』(共著）大栄町農業協同組合 1986年（鳥取大学蔵）
- 『農業新時代への農政対応』（分担執筆）農林統計協会 1988年
- 『現代農業経済問題へのアプローチ』（編著）農林統計協会 1998年9月 ISBN 4-541-02405-5